# 謝春花
謝春花（シエ・チュンホア、本名・謝知非、1995年1月25日 - ）は、中華人民共和国のシンガーソングライター。

## 概要
浙江省金華市生まれ。浙江工業大学英語専攻を卒業。2015年、「这一天我什么都不想干」でデビュー。2016年、ファーストアルバム『算云烟』を発表。同年、「算云烟」全国ツアーを行う。2017年と2018年、2年連続でアジアニューソングランキング・最優秀フォーク歌手賞を受賞。2021年、「飛行音楽合伙人」の身分で浙江衛視の『天賜的声音』第二シーズンに参加した。

## ディスコグラフィ

### アルバム
- 『算云烟』（2016年）
- 『知非』（2017年）
- 『点心』（2018年）
- 『无声叛逆』（2019年）
- 『一棵』（2020年）
- 『是谁?』（2023年）
- 『消磨时间』（2024年）

### ライブアルバム
- 『2017谢春花:花开时 北京演唱会实录LIVE』（2018年）
- 『2019谢春花:花语时 北京演唱会实录LIVE』（2019年）
- 『2019谢春花:花乐时 北京演唱会实录LIVE』（2021年）

## 参考資料
1. 1 2 3 4  谢春花 網易雲音楽 2023年11月19日閲覧。
2. ↑  95后的创作歌手，自带灵气的作品你一定有听过 网易 2023年11月18日閲覧。
3. ↑  程超 (2016年11月27日). “浙工大女生网上唱歌赚了10多万？”. 都市快报.  オリジナルの2018年11月9日時点におけるアーカイブ。 2021年4月15日閲覧。
4. ↑  “谢春花亮相西湖音乐节“鲜享会” 专辑巡演筹备中”. 网易娱乐 (网易). (2017年5月16日).  オリジナルの2021年4月17日時点におけるアーカイブ。 2021年4月15日閲覧。
5. ↑  陆小维 (2016-06-13). “谢春花：“春田花花”算云烟”. KANJIAN NOW 829.  オリジナルの2021-04-15時点におけるアーカイブ。 2021年4月15日閲覧。.
6. ↑  “谢春花携新碟《算云烟》全国巡演 10月北京开唱”. 网易娱乐 (网易). (2016年9月30日).  オリジナルの2021年4月17日時点におけるアーカイブ。 2021年4月15日閲覧。
7. ↑  “谢春花登《天赐的声音》翻唱《送你一朵小红花》感动全场”. 中华网. (2021年2月18日).  オリジナルの2021年3月23日時点におけるアーカイブ。 2021年4月15日閲覧。